# 上海浦東軟件園
上海浦東軟件園是中華人民共和國上海市浦東新區的一個软件产业基地，也是国家软件产业基地，內有多家軟件企業入駐。其在陆家嘴、金桥、外高桥、張江、昆山和三林設有分園。該軟件園由上海浦东软件园有限责任公司负责投資、建設和经营。

## 歷史
1991年，时任中华人民共和国机械电子工业部副部长曾培炎率工作组來到上海组织筹划浦東軟件園。1992年3月，中华人民共和国机械电子工业部副部长胡启立与上海市副市长刘振元签订部市协议，决定部、市共同投资建设上海浦东软件园，並成立项目公司上海浦东软件园发展公司。1998年10月6日，浦东软件园一期工程奠基开工，2000年3月18日，上海浦東軟件園郭守敬園开园。2000年7月，时任中华人民共和国信息产业部副部长曲维枝与时任上海市副市长周禹鹏签定部市协议，决定启动上海浦东软件园二期工程。2001年5月31日，二期工程开工建设。2001年7月，上海浦东软件园被批准為国家软件产业基地。2002年9月18日,园区二期工程基本建成并投入使用。同時陆家嘴、金桥、外高桥三个分园建成。2006年3月，祖沖之園開園。2008年10月，三林世博分園開園。2009年8月，昆山浦東軟件園開園。

## 外部連結
- 官方网站